# Reason (軟體)
Reason是由瑞典軟體公司Reason工作室所開發的音樂製作軟體。它模擬成架的硬體合成器、取樣機、訊號處理器、編曲機以及混音器。Reason可以作為一個完整的音樂工作室使用，也可以被其他編曲軟體使用當作虛擬樂器插件。

Reason的軟體名稱是得自尼尔·斯蒂芬森的一部科幻小說“潰雪”中的一樣設備。在早期的發展它被稱作Realizer（繼PPG Realizer之後）。

## 概要
Reason 1.0在2000年11月時釋出。它就像擬真的錄音室，使用者可以在架上放置虛擬設備，像是樂器、效果器，以及混音器等等。這些模組可以由Reason內建的MIDI編曲器或是一些其他的編曲軟體控制，如Pro Tools、Logic Pro、Digital Performer、Cubase、Sonar和GarageBand，只要透過Propellerhead的ReWire協定便可達成。
在4.0的版本中，可以使用的模組包括有：
- Subtractor：減算合成器
- Malström：graintable合成器
- NN-19：標準的數位取樣機，可載入預錄的樂器及人聲
- NN-XT：先進的數位取樣機，特色是可調整預錄樣本或音色其顫音、震盪，以及濾波器的參數
- Dr Rex：循環播放裝置，將預錄樣本分割成可管理的Bite大小的單元
- Redrum：鼓機，附有64-step樣式編曲器，可播放預錄的鼓及效果樣本庫
- Thor：半模組化的複音合成器。波表、頻率調變以及向位調製合成，可透過各種濾波器模組去安排。